# Konrad II. (Berchtesgaden)
Konrad († 24. Mai 1252) war Augustiner-Chorherr und als Konrad II. innerhalb des Jahres 1252 Propst des Klosterstifts Berchtesgaden.
Konrad war bereits 1220 Kellermeister des Klosterstifts Berchtesgaden und später noch im Dienst des Klosters Altenhohenau. Schon „bey Jahren“ war er nur noch für wenige Monate im Jahr 1252 (lt. Brugger während des Jahreswechsels 1252 und 1253, laut Wiedemann lediglich wenige Wochen nach dem Tod seines Vorgängers Wernher II. am 8. März 1252) bis zu seinem Tod Propst des Klosterstifts Berchtesgaden. Seine Wahl erfolgte lt. Joseph Ernst von Koch-Sternfeld zu einer Zeit, als eine Sonnenfinsternis  „die Völker in Schrecken setzte, Erzbischof Philipp in Steyer und Kärnten kämpfte, Kaiser Friedrich II. an Gift gestorben war und dessen Sohn Konrad IV. mit Wilhelm von Holland um die Reichskrone stritt.“
Er profitierte somit nur kurz von dem 1156 ausgestellten „Freiheitsbrief“ des Kaisers Friedrich Barbarossa, der dem Berchtesgadener Klosterstift die Forsthoheit gewährte, sowie von der eigenmächtigen Erweiterung dieser „Goldenen Bulle“ im Jahr 1180 durch seinen Vorgänger Propst Friedrich I. um die Schürffreiheit auf Salz und Metall. Dank der seit 1194 gültigen „Magna Charta der Berchtesgadener Landeshoheit“ vermochte er zudem als Landes- und Gerichtsherr nicht nur die niedere, sondern auch die hohe Gerichtsbarkeit auszuüben. Und seit 1209 war den Berchtesgadener Pröpsten durch Papst Innozenz III. das Recht der freien Jurisdiktion über alle Laien innerhalb des päpstlichen Immunitätsgebietes bestätigt worden. Das Verhandlungsgeschick von Vorgängern wie Friedrich II. konnte zwar nicht verhindern, dass die Domherren ab 1211 zu beiden Seiten der Berchtesgadener Ache bis Schellenberg Holz zum Salzsieden schlagen durften, doch immerhin wurden die Eigentumsrechte insofern gewahrt, als das Salzburger Domkapitel dafür jährlich zwei Goldstücke, der Erzbischof selbst ein Talent an das Stift Berchtesgaden zu entrichten hatten.